# US Rumelange
La Union Sportive Rumelange es un equipo de fútbol de Luxemburgo que milita en la Éirepromotioun, la segunda división de fútbol en el país.

## Historia
Fue fundado en el año 1907 en la ciudad de Rumelange, siendo uno de los equipos más viejos de Luxemburgo. Nunca ha sido campeón de la Division Nationale, aunque sí ha ganado el torneo de Copa en 2 ocasiones en 4 finales jugadas.
A nivel internacional ha participado en 4 torneos continentales, en los cuales jamás ha superado la Primera ronda, incluyendo una paliza en la serie ante el Feyenoord Rotterdam de Países Bajos en la Copa UEFA de 1972/73.

## Palmarés
- Éirepromotioun: 0
  - Subcampeón: 4

1967/68, 1969/70, 1971/72, 2017/18
- Copa de Luxemburgo: 2

1967/68, 1974/75
- - Finalista: 2

1981/82, 1983/84

## Participación en competiciones de la UEFA
| Temporada | Torneo           | Ronda | Club                | Casa | Visita | Global  |
| --------- | ---------------- | ----- | ------------------- | ---- | ------ | ------- |
| 1968/69   | Recopa de Europa | 1     | Sliema Wanderers FC | 2-1  | 0-1    | 2-2 (v) |
| 1970/71   | Copa de Ferias   | 1     | Juventus FC         | 0-4  | 0-7    | 0-11    |
| 1972/73   | UEFA Cup         | 1     | Feyenoord           | 0-12 | 0-9    | 0-21    |
| 1975/76   | Recopa de Europa | 1     | FK Borac Banja Luka | 1-5  | 0-9    | 1-14    |

### Números en UEFA
|              | J | G | E | P | GF | GC | GD  |
| ------------ | - | - | - | - | -- | -- | --- |
| US Rumelange | 8 | 1 | 0 | 7 | 3  | 48 | -45 |

## Entrenadores
- Jos Rongoni (1968-70)
- Alfred Sbroglia (1970-74)
- Vic Flammang (1974-78)
- Alfred Sbroglia (1978-79)
- Alex Pecqueur (1989-91)
- Gerard Jeitz (1991-06)
- Marc Thomé (2007-10)
- Manuel Cardoni (2010-12)
- Gerard Jeitz (2012-13)
- Sebastien Allieri (2013-14)
- Carlo Weis (2014-15)
- Marc Birsens (2015-16)
- Christian Joachim (2016-17)
- Sven Loscheider (2017-19)
- Gerard Jeitz (2019)
- Christian Lutz (2019-21)
- Manuel Cuccu (2021-22)
- Marcin Siebert (2022-24)
- Christian Lutz (2024-)